# Lofer-Zyklothem
Das Lofer-Zyklothem ist eine mehr oder weniger rhythmisch wiederkehrende Folge von Schichtgliedern in manchen Keuper-Formationen der Alpen. Es wurde erstmals in Dachsteinkalken des Bundeslandes Salzburg entdeckt, bei deren Bildung vor rund 200 Millionen Jahren (Obere Trias) sich eine Abfolge von Sedimentgesteinen mehrmals wiederholte.
Wissenschaftlich beschrieben wurde das Lofer-Zyklothem vom amerikanischen Geologen Alfred G. Fischer, der nach dem Zweiten Weltkrieg in die Alpen kam und die dortigen Schichtfolgen im Lichte der neuen Zyklotheme-Theorie sah und erforschte.
Den Namen erhielt es nach dem Ort Lofer im Saalachtal bzw. nach den Loferer Steinbergen. In diesem  Massiv der Nördlichen Kalkalpen zeigt sich das Lofer-Zyklothem besonders klar in der Fazies des gebankten Dachsteinkalkes. In einem übertragenen Sinn erklärt es auch die Bankung (Schichtung) anderer Gesteine der Oberen Trias, da der Wechsel wahrscheinlich durch globale eustatische Meeresspiegel-Schwankungen verursacht wurde.
Ein typisches Zyklothem hat zum Beispiel eine Schichtfolge der Form A-C-B-A-C-B-A-C-B. Die rhythmisch oder unregelmäßig wechselnde Qualität der Gesteine, bei der in vielen Zyklen eine bestimmte Abfolge von Gesteinstypen wiederholt wird, bewirkt erst die auffällige Schichtstruktur der Berge.

## Vorkommen in anderen Gebirgen
Das Lofer-Zyklothem der oberen Trias zeigt sich u. a. in der groben Bänderung der folgenden Gebirge der Nördlichen bzw. Südlichen Kalkalpen:
- Dachstein, Gesäuse, Hochvogel, Watzmann und Steinberge im Pinzgau,
- Brenta, östliche Dolomiten und Julische Alpen.

## Schichtfolge des typischen Lofer-Zyklothems im Dachsteinkalk
Die Schichtglieder zu Beginn des Zyklus sind nur relativ dünn. Oft, nicht immer, erscheint eine Brekzie, in welcher Material von der untenliegenden Gesteinsbank aufgearbeitet wurde (etwa durch Wellenschlag). Diese Brekzie ist sehr häufig dolomitisiert. Ob als Brekzie vorliegend oder nicht, ein dolomitisches Schichtglied kommt typischerweise vor; insgesamt ist dieser Dolomit meist dezimeter- bis etwa metermächtig. Statt ihm tritt gelegentlich eine Mergelschicht auf, die alle Farben haben kann: von schwarz bis hin zu Pastelltönen wie gelblich, grünlich und rötlich (Kössener Fazies), der Tongehalt des Mergels stammt vom Kontinent.
Sowohl Dolomit wie auch Mergel sind spröde und brüchig und bilden in der Landschaft leicht ausbrechende Schichtfugen, welche die Felsmechanik der gesamten Gebirge prägen.
Meist als Dolomit erhalten, manchmal als Kalkstein ist das nächste Schichtglied, welches sehr fein parallelgeschichtet bis laminiert ist: Millimeterdünne flachwellige Lagen von hellerem und dunklerem Sediment wechseln sich ab. Sie werden als Algenlaminite (versteinerte Algenmatten) interpretiert, die in sehr flachem, aber ruhigem, von Wellen nicht gestörtem Wasser einer Lagune entstanden. Dieses Lagunenwasser erhitzt sich bei Sonnenschein stark und ist den meisten Meereslebewesen nicht zuträglich, so dass nur einfache Algen einen grünen Teppich am Boden bilden. In die feinen Schichten eingelagert finden sich versteinerte Gasblasen („bird´s eyes“), welche nachträglich von der Unterseite mit kristallinem Kalzit ausgefüllt wurden. Diese Laminite sind, wenn auch teils kalkig, wegen ihrer plattigen Struktur etwas brüchig und bilden Terrassen in den Felswänden. Auch in anderen gleich alten Gesteinen wie dem Hauptdolomit stellen sie ein wesentliches Schichtglied dar.
Zum Hangenden wird die Laminierung heller und verschwindet schließlich völlig in einem sehr massigen Kalk, der wenigstens einen Meter, im Durchschnitt drei bis fünf Meter, und gelegentlich auch 20 Meter mächtig ist. In diesem Bereich ist das Gestein chemisch am reinsten (CaCO3), es bildet steile Felswände und über den herausgebrochenen Partien der darunterliegenden Schichtglieder oft bauchige Überhänge. 

In diesen mächtigen Bänken des Dachsteinkalkes finden sich als Fossilien riesige Muscheln, die Megalodonten, sowie auch Korallenstöcke und Kalkalgen, die häufig aufrecht in Lebendposition erhalten geblieben sind. Dieses Schichtglied muss im etwas tieferem und kontinentferneren Schelf abgelagert worden sein, so dass das Wasser für das Korallenwachstum gleichwarm und ungetrübt war und auch die Wellenbewegung der Lagune und die Gezeitenströmungen zwar hoch genug waren, um das Wasser frisch zu halten, aber schwach genug, um den schlammigen Untergrund nicht aufzuwirbeln. Die Wassertiefe kann andererseits nicht höher als 50 Meter gewesen sein, weil eine gewisse Erwärmung für die hohe Kalkproduktion nötig ist, und weil auch am Meeresboden selbst noch Organismen lebten, für die das Sonnenlicht von Bedeutung war, nämlich Kalkalgen. Auch für die Megalodonten nimmt man an, dass wie bei den heutigen Riesenmuscheln (Tridacna) eine Symbiose mit Grünalgen nötig ist, um bei warmem Wasser die Sauerstoffversorgung sicherzustellen.
Die obersten Teile der Schichtbänke wurden möglicherweise nachträglich dolomitisiert, oft wurden sie anscheinend nur erodiert, als der Meeresspiegel absank. Andernorts finden sich als Reste dieser Erosion die Brekzien, wenn sie auch nicht immer gut erkennbar sind, da sie nachträglich dolomitisiert sein können. 

Mit etwas Glück finden sich Spalten in den oberen Teilen der massigen Felsbänke, die bis zur Oberfläche reichen und mit Brekzien angefüllt sind, die dann nicht dolomitisiert sind, sondern aus weißem Material bestehen, und auch ihre Matrix ist manchmal weißer, später entstandener Kalk, typischerweise jedoch eine tonhaltige, ziegelrote oder ockergelbe Masse, welche diese Brekzien schön sichtbar macht („Schwimmende Scherben“). Diese Brekzien dürften Schuttablagerungen repräsentieren, die Karstspalten auffüllten und deren Klasten mit einer lehmigen Roterde verkittet wurden. Der Rotlehm dürfte vom Wind antransportiert und sich in den Höhlenspalten gesammelt haben. Die Spalten sind im Anschnitt der Felswand selten bis oben durchgängig zu sehen, da sie Teile von kleinen Höhlengängen darstellen. Ihre Entstehung durch Verkarstung setzt eine Erosionsphase voraus, bei der die Landschaft oberhalb des Meeresspiegels zu liegen kam, bzw. der Meeresspiegel absank.
In weniger als einem Meter Gesteinsfolge wechselt das vorhandene Gestein also von einem Ablagerungsbereich mit 10 bis 20 Metern Wassertiefe zu einer exponierten verkarsteten Landfläche. Es sind hier nicht rückwärts die gleichen Schichtglieder des flacheren Wassers vorhanden, da gegen Ende der Hebung die Rückzugsphase erodiert oder auch dolomitisiert wurde. Aus diesem Grund ist das zweite Schichtglied („B member“) in der Rückzugsphase nicht erhalten. Die Schichtfolge ist daher „ABC ABC“ und nicht etwa „ABCBA“.

## Theorie
Nach heutiger Deutung werden Zyklotheme durch Schwankungen des Meeresspiegels verursacht und entstanden wie folgt: Nach jeder Verlandung erfolgt wieder ein Meeresspiegelanstieg, der dazu führt, dass der verlandete ehemalige Meeresboden wieder, zunächst ganz flach, im Meer versinkt. Das Meer wird allmählich tiefer und damit ändert sich die Qualität des Sediments. Schließlich sinkt der Meeresspiegel wieder ab, und der Meeresboden taucht wieder auf. Dabei kann auch der oberste Teil des zuvor neugebildeten Sediments wieder erodiert werden. Später wird das Ganze wieder allmählich vom Meer überflutet.
Neben den Meeresspiegelschwankungen muss eine zweite Bedingung für die Aufzeichnung dieser Ereignisse im Gestein („geolologic record“) erfüllt sein: Es muss sich jeweils mehr Sediment ablagern als bei den folgenden Erosionsphasen wieder abgetragen wird. Dazu ist eine kontinuierliche Absenkung des Untergrundes (Subsidenz) erforderlich.
Man könnte nun versucht sein, die Sedimentationsschwankungen allein dadurch erklären zu wollen, dass der Untergrund durch Erdbeben gelegentlich ruckartig absinkt, doch beim Lofer-Zyklothem versagt diese Erklärung: Hier findet man beispielsweise einen Meter oberhalb einer Schicht, die nachgewiesermaßen in über 10 Meter Wassertiefe entstanden sein muss, bereits die Brekzienschicht die bei der Erosion am Meeresspiegel entstanden ist. Dann müsste nach jedem Absacken des Untergrundes zunächst eine erneute Hebungsphase stattfinden, bevor der Grund wieder absackt. Diese Erklärungsmöglichkeit erscheint wenig plausibel.
Auch aus den faziellen Besonderheiten anderer Gesteine der Welt kann man auf Meeresspiegelschwankungen schließen, beispielsweise findet man im Keuper der Germanischen Trias (Obere Trias Deutschlands) eine Wechselfolge von Meeres- und Fluss-Sedimenten, auch mit Deltabildungen und seitlicher Erosion älterer Deltas, was auf Meeresspiegelschwankungen hindeutet.
Im Hauptdolomit der Nordtiroler Fazies finden sich zwar noch wesentlich mehr Zyklotheme in Form von Schichten. Dies ist trotzdem kein Widerspruch gegen die These der Meeresspiegelschwankungen, da der Hauptdolomit dort in einer höhergelegenen Umgebung abgelagert wurde und somit öfter in Nähe der Meeresoberfläche gebracht wurde, auch bei kleineren Spiegelschwankungen, die im Dachsteinkalk keine Spur hinterlassen haben.
Der Calcare cavernoso in der Toscana hat eine extrem löcherige Struktur. Hier dürften - bei geringerer Subsidenz als in den Alpen - (die gesamte Obertrias umfasst hier nur wenige hundert Meter) die Verlandungsphasen besonders lang ausgefallen sein. Das macht sich in der löchrigen Kalksteinfazies bemerkbar, wobei in den Sedimenten der Kalksteinhöhlen Meereslebewesen vorkommen.